# 厚岸湾

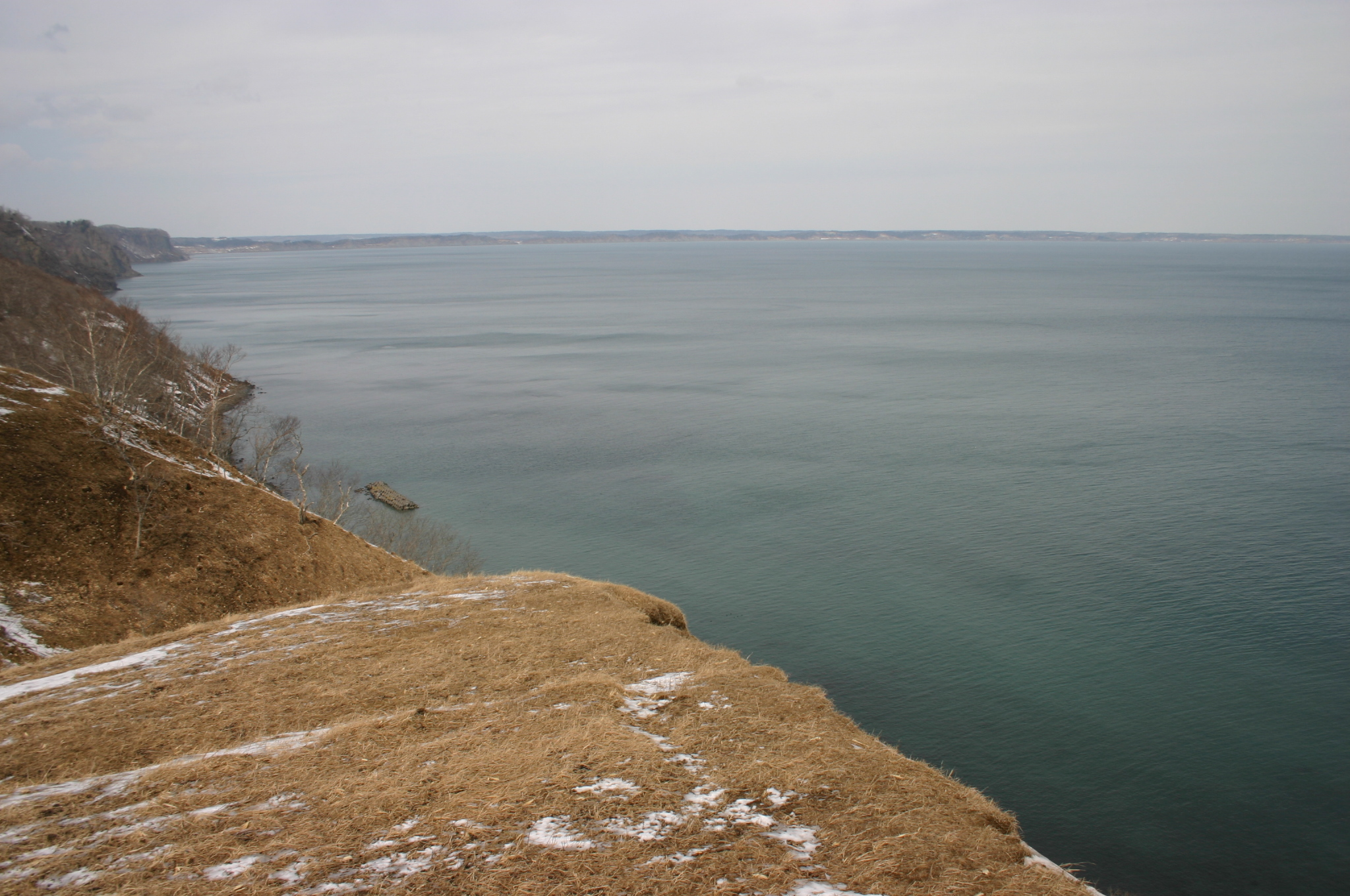
厚岸湾

厚岸湾（あっけしわん）は北海道東部にある厚岸道立自然公園に属する湾。南東に開け太平洋に面している。

## 概要
北海道厚岸郡厚岸町末広埼と釧路郡釧路町尻羽岬を結ぶ線から北方に約11km湾入する海域である。面積102km2、最大水深24m、閉鎖度指標1.11。河川の流入は二級河川の尾幌川と小河川のみである。湾奥に厚岸町の市街地と厚岸港がある。また湾内に大黒島がある（自然・生物層に関しては大黒島を参照）。
沖合ではサンマ漁、湾内ではニシン漁が営まれている。牡蠣の養殖が盛んな厚岸湖（汽水湖）との水路には海上橋の厚岸大橋が架けられている。
太平洋戦争終結まで北海道唯一の大日本帝国海軍の油槽所が設置されていた。戦後、燃料タンクの油を抜き取る作業を出光興産が行った。